# Centre d'entraînement au combat d'Arta Plage

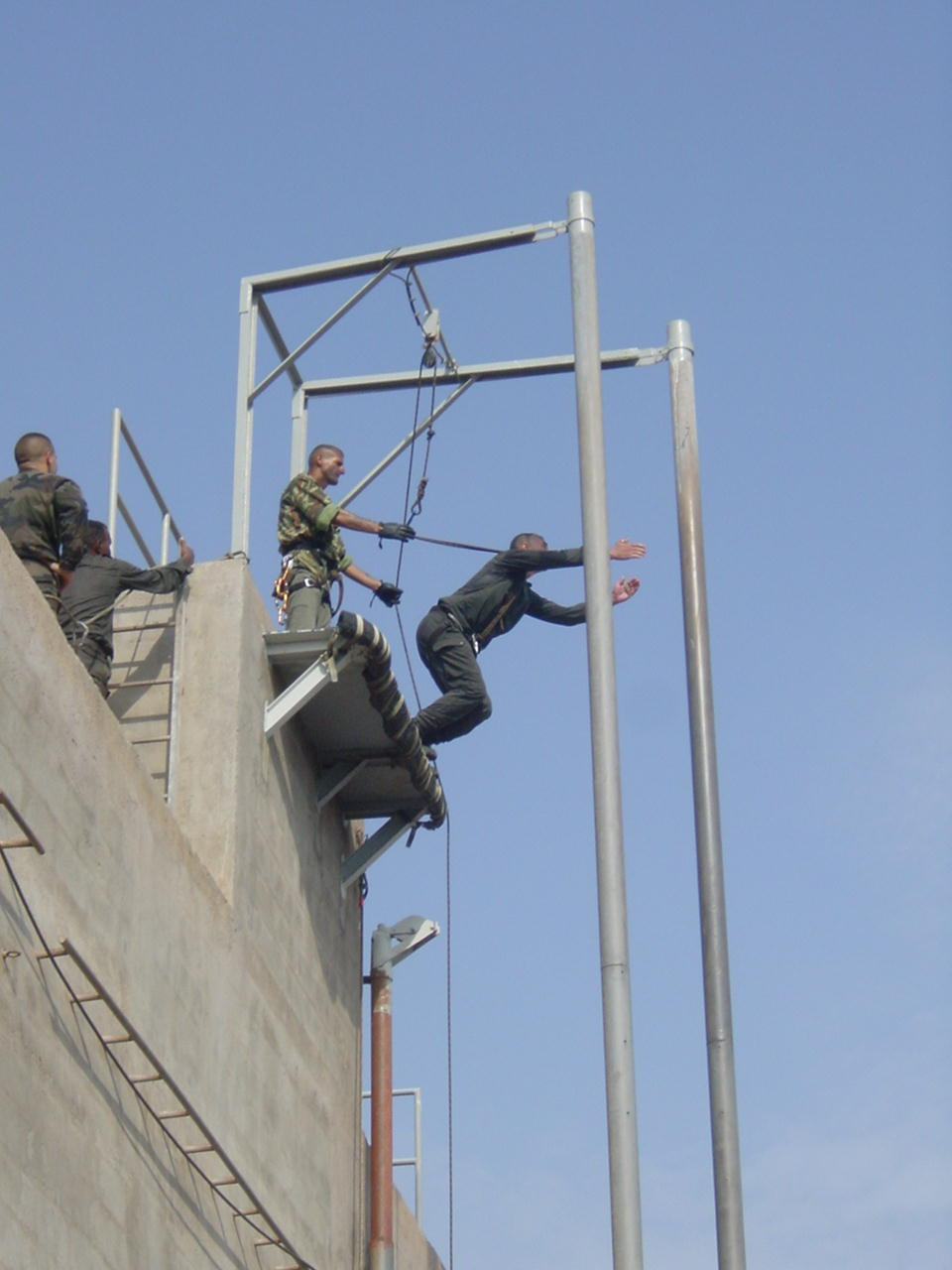
« Asperge » au CECAP.

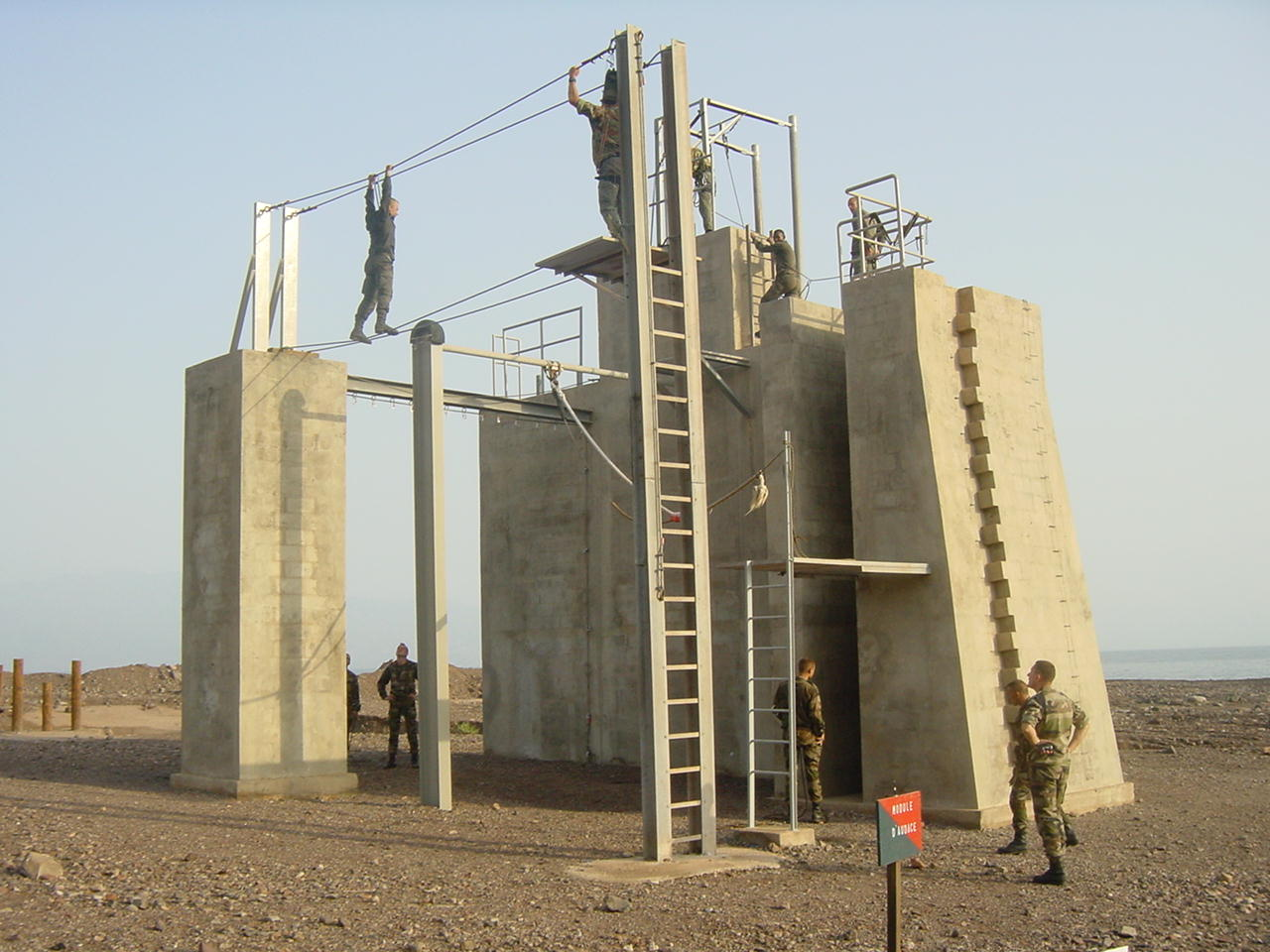
Bloc d'escalade au CECAP.

Le centre d'entraînement au combat d'Arta plage (en abrégé, le CECAP) était un centre d'entraînement de l'Armée de terre française situé à Arta, sur les rives du golfe de Tadjourah en république de Djibouti. Il était armé par un élément de la compagnie de commandement et des services de la 13e demi-brigade de Légion étrangère.
En juillet 2011, lors du départ de son corps support (la 13e DBLE) du territoire, le CECAP fusionne avec le centre d'aguerrissement et d'instruction au désert de Djibouti (CAIDD) pour former le centre d'entraînement au combat et d’aguerrissement de Djibouti (CECAD).

## Histoire
Il est créé en 1978 afin de remplacer un ancien centre amphibie qui existait à Obock (créé en 1974 par deux moniteurs commandos Gerard Foulatier plongeur et Jean-Louis Hauguel MNS, repris ensuite en 1976 par cinq soldats du commando de Montfort). Appelé « centre amphibie Cavagna », du nom d'un sous-officier mort lors d'un saut en mer depuis un hélicoptère, il prend rapidement de l'ampleur par l'agrandissement des pistes terrestres et nautiques, la création de champs de tirs, jusqu'à être officiellement reconnu comme centre d'entraînement commando en 1982 par l'état-major de l'Armée de terre sous le nom de « Centre d'entraînement commando d'Arta Plage ».
En 2008, avec la restructuration de l'Armée de terre française et notamment la dissolution des centres d'entraînements commandos en tant que tels, et pour s'adapter aux nouvelles formes de combat apparues au début des années 2000, le CECAP s'est transformé en « Centre d'entraînement au combat d'Arta Plage ».
Entre janvier et mars 2011, ont lieu les deux derniers « stages longs » (avec délivrance de brevets) au profit de deux unités en mission de courte durée, la 5e compagnie du 2e REI et la compagnie d'appui du 1er REG.
En juillet 2011, au départ de son corps support, l'emprise est récupérée par le 5e RIAOM. Elle change de nom pour devenir CECAD (centre d'entraînement au combat et d'aguerrissement de Djibouti).

## Missions
Sa mission principale était de former au combat et à l'aguerrissement en milieu désertique les unités des forces françaises stationnées à Djibouti (FFDJ), unités permanentes (avec des militaires en poste pour deux ans) ou en mission de courte durée (pour quatre mois).
Parallèlement à cette mission, le CECAP organisait des stages spécifiques, au profit notamment des officiers-élèves de l'école d'application de l'infanterie, des unités de police ou de gendarmerie françaises ou bien de forces étrangères.
Il servait aussi de centre de réflexion et de test des techniques de combat en milieu extrême ainsi que des techniques de lutte anti-guérilla.

## Organisation
Comme les autres centres de ce genre CEFE, CEC FOGA, la formation y était axée sur la rusticité, la condition physique et l'adaptation aux conditions climatiques.
Les militaires s'y entraînaient à la pratique des pistes (type « piste de risque ») tant terrestres que nautiques, au combat rapproché, à la manipulation des explosifs, au tir, etc.
À partir de 2008, l'entraînement délivré au CECAP a changé pour passer progressivement des techniques commandos à la lutte anti-guérilla. L'objectif était de préparer les unités de passage à opérer sur des théâtres et dans des configurations telles que celles rencontrées en Afghanistan.
À compter du premier semestre 2009, la section de travaux de la compagnie de génie a entamé la construction d'une « FOB » (Forward Operating Base ou base d'opérations avancée) afin de permettre aux unités désignées pour combattre en Afghanistan de se familiariser avec ce type de poste de combat collectif.

## Galerie de photos

Des militaires américains de diverses unités à l'entraînement au CECAP
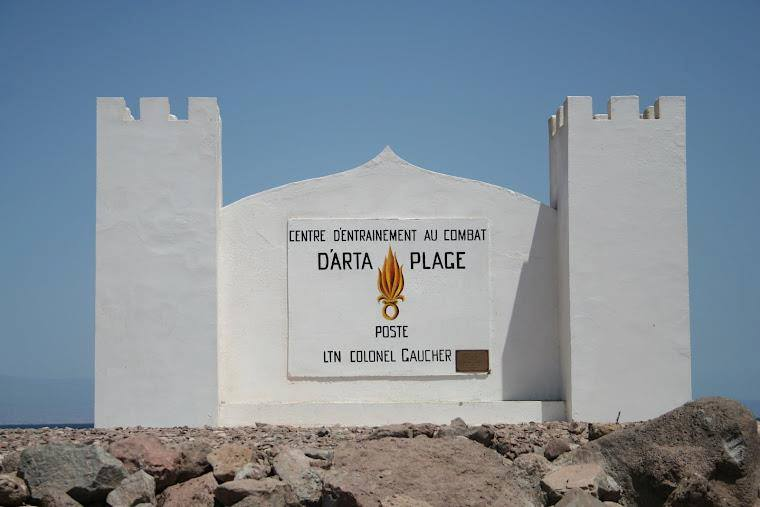
Entrée du centre, juillet 2016.
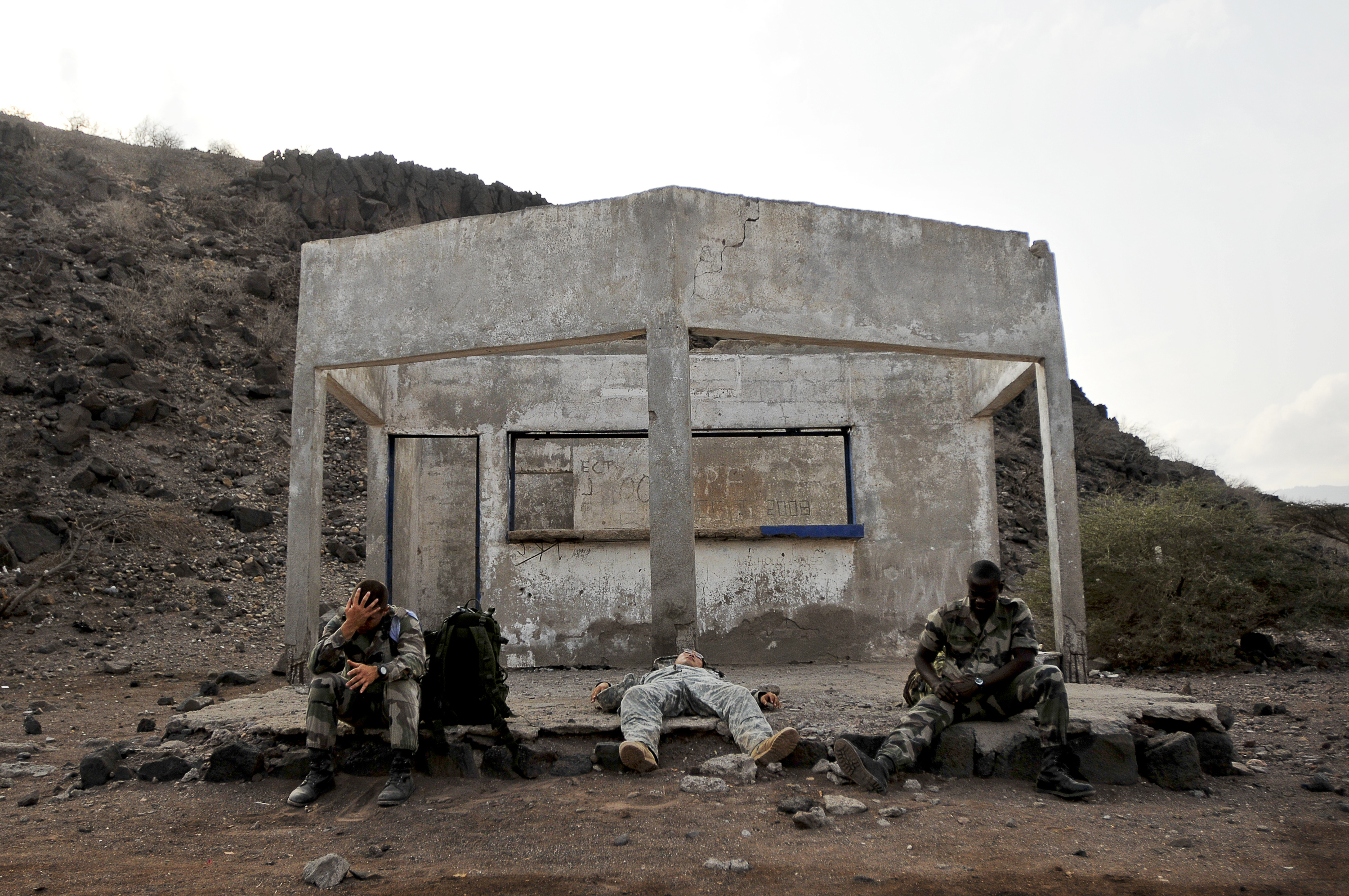
Des marins de l'US Navy se reposent entre deux exercices, octobre 2008.
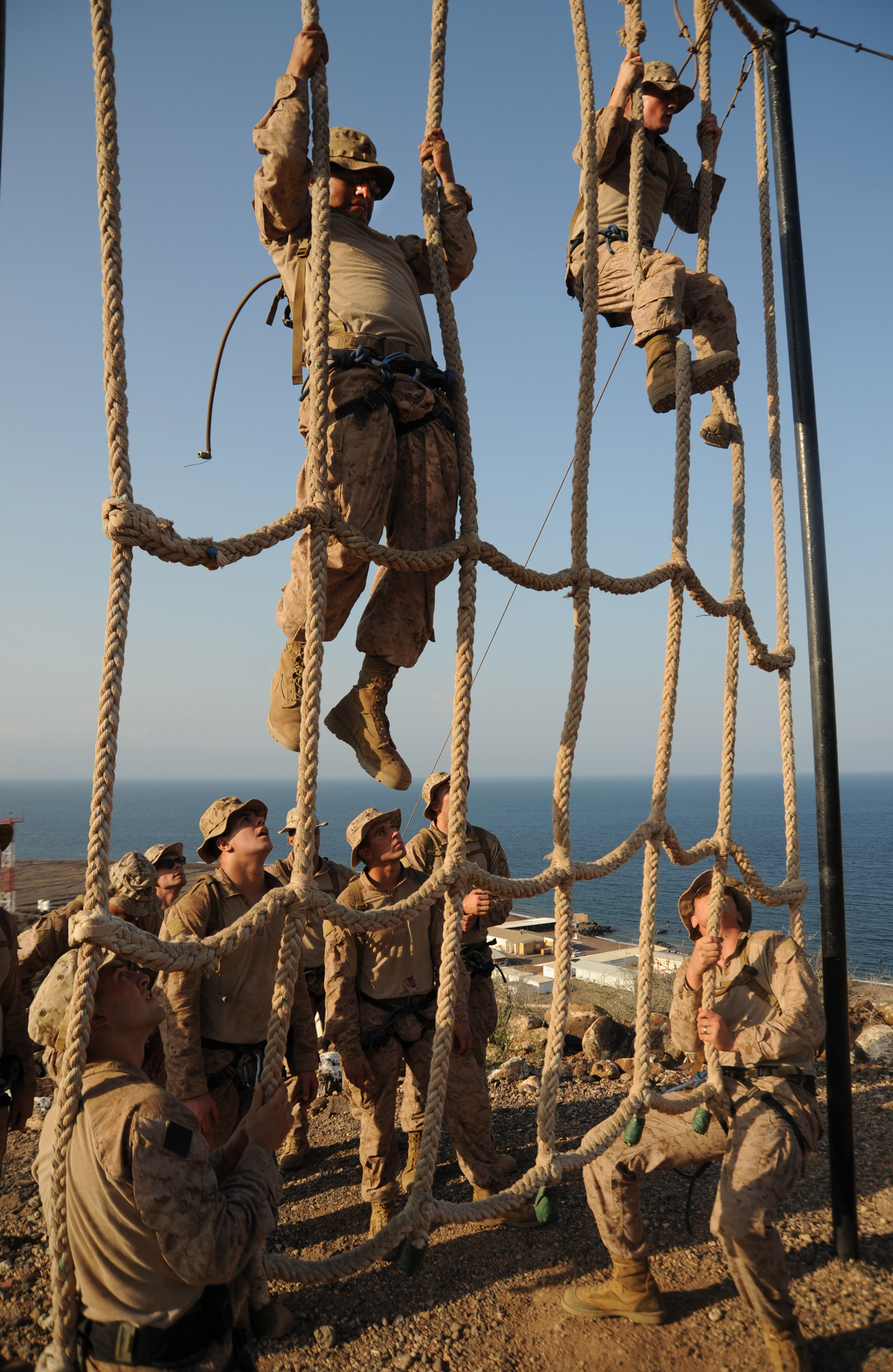
Des marines américains sur un filet d’abordage, décembre 2009.
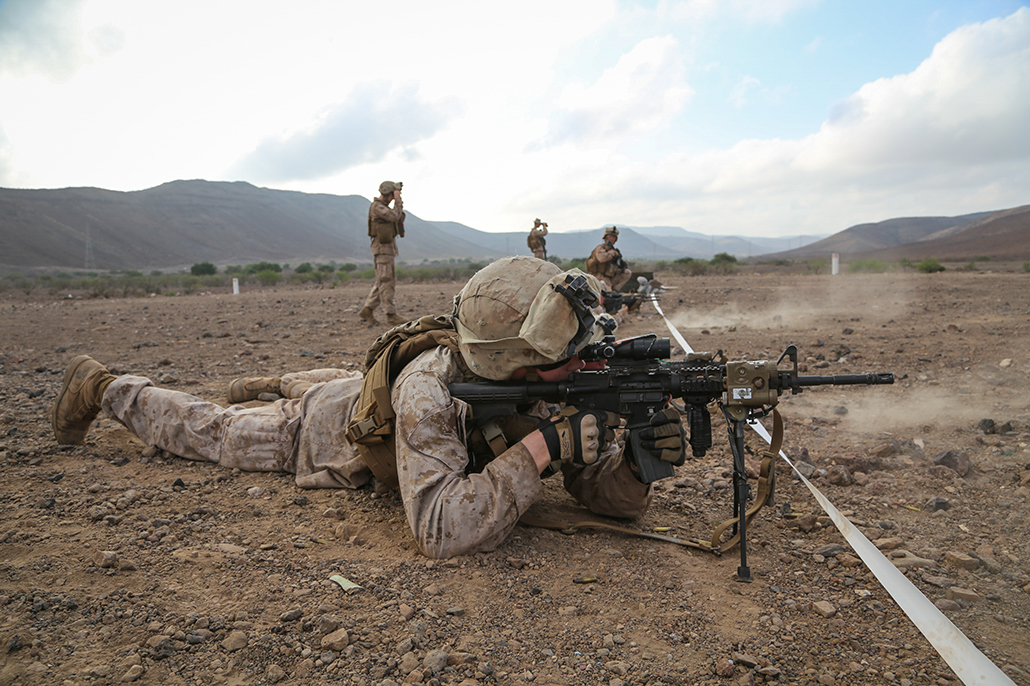
Marines au champ de tir, décembre 2014.
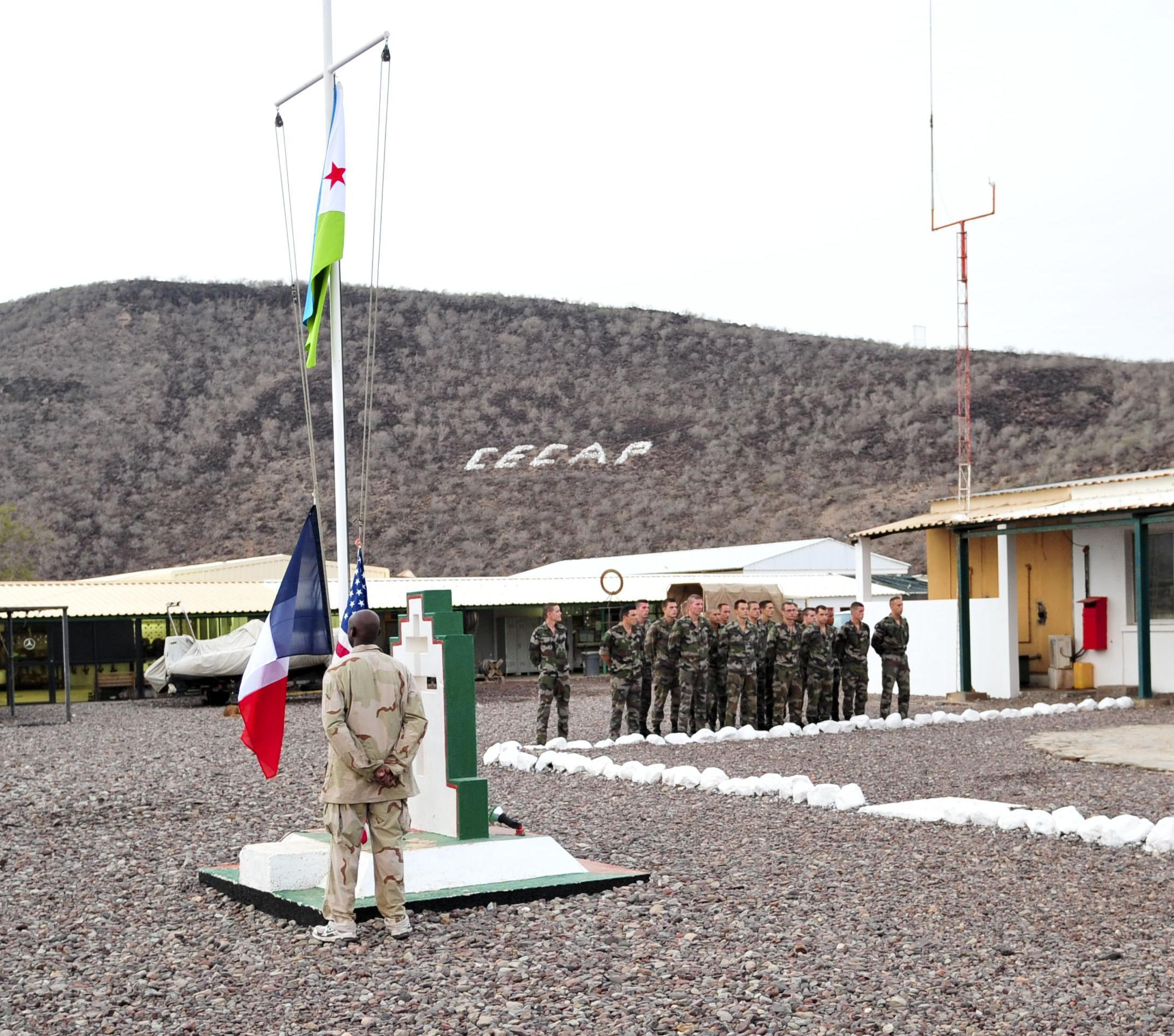
Des légionnaires français et un marin de l'US Navy au lever des couleurs, septembre 2010.
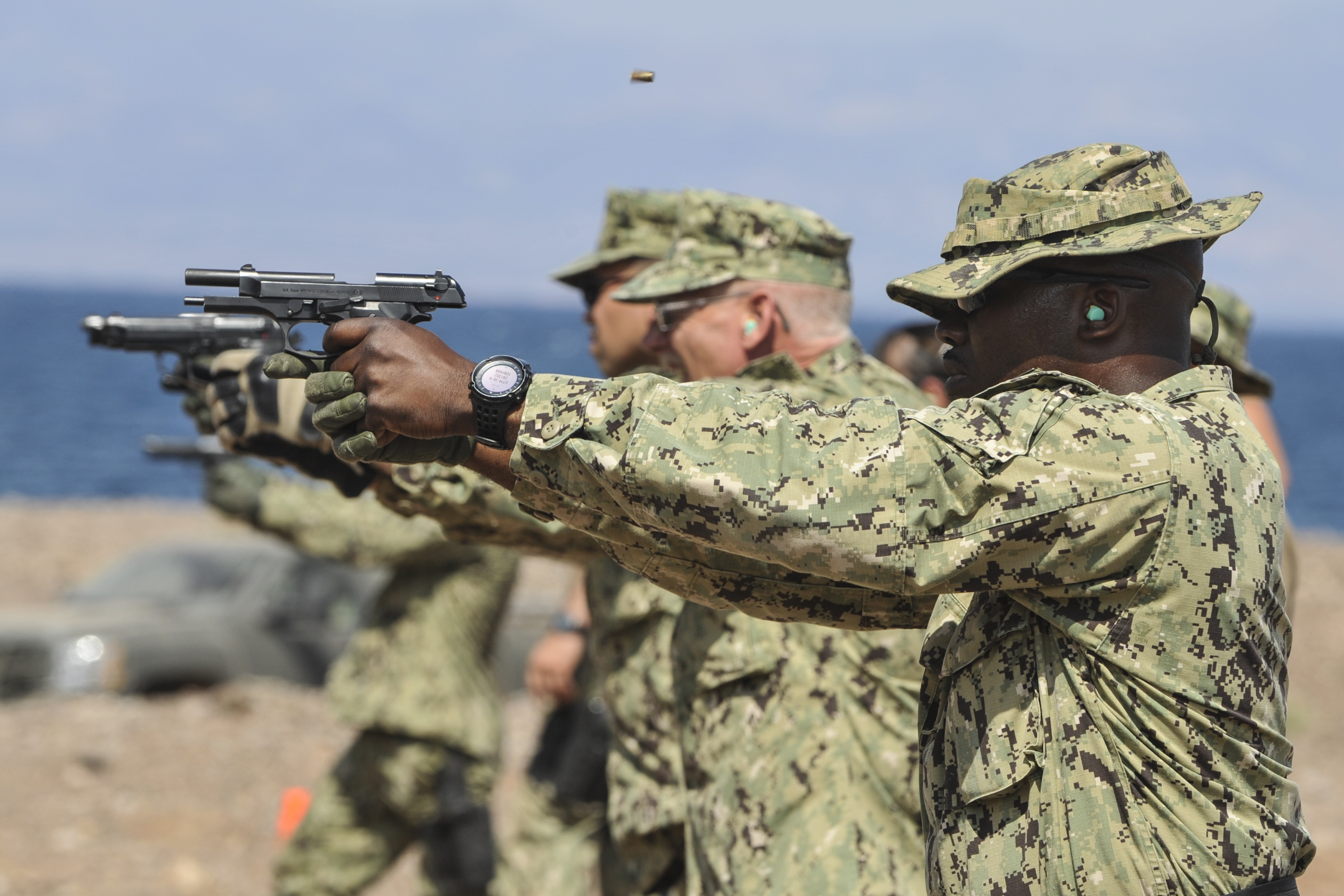
Marins de l'US Navy s'entraînant au pistolet M9, décembre 2013.
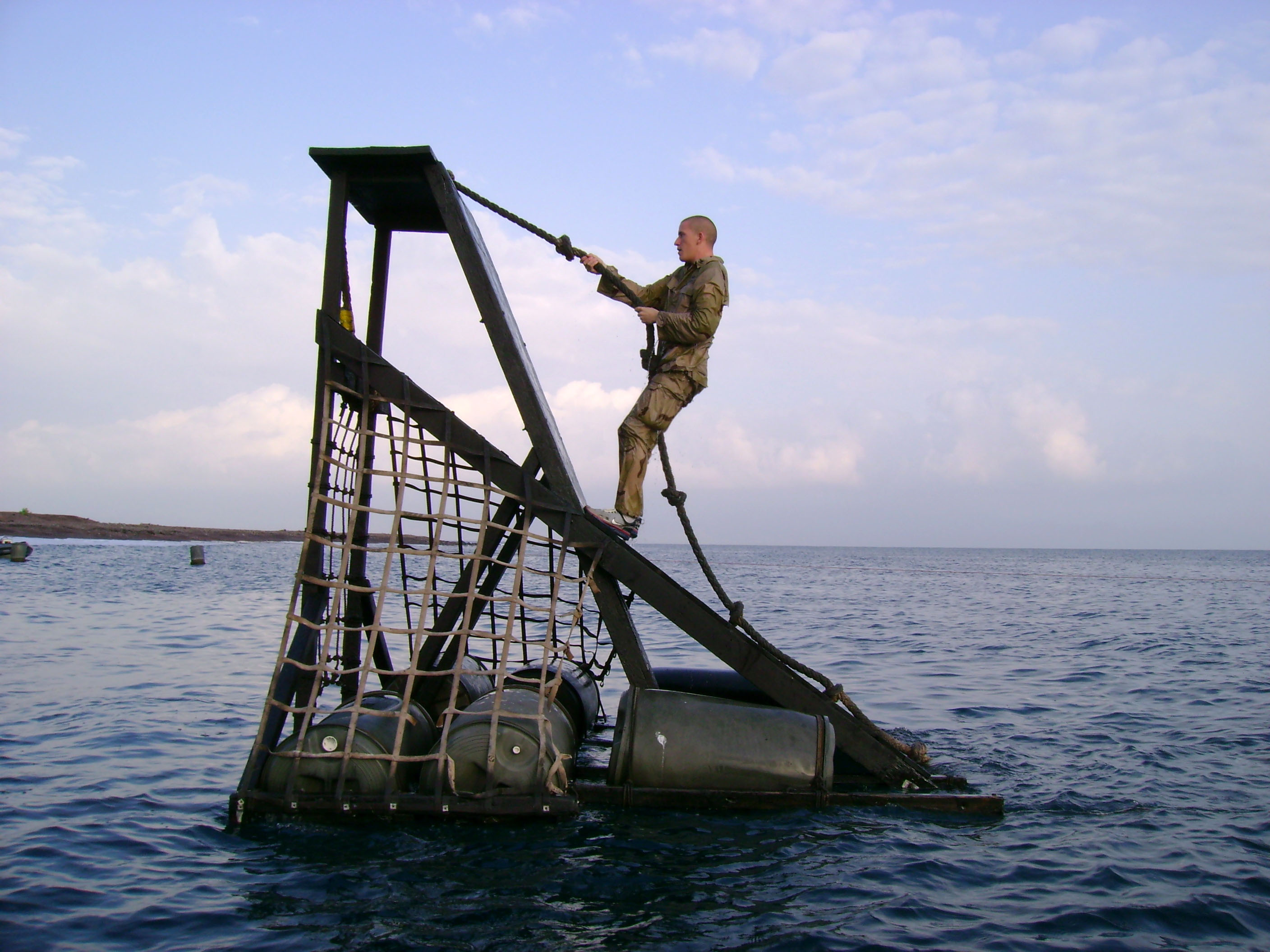
Un militaire de l'US Army franchit un obstacle en mer, janvier 2007.
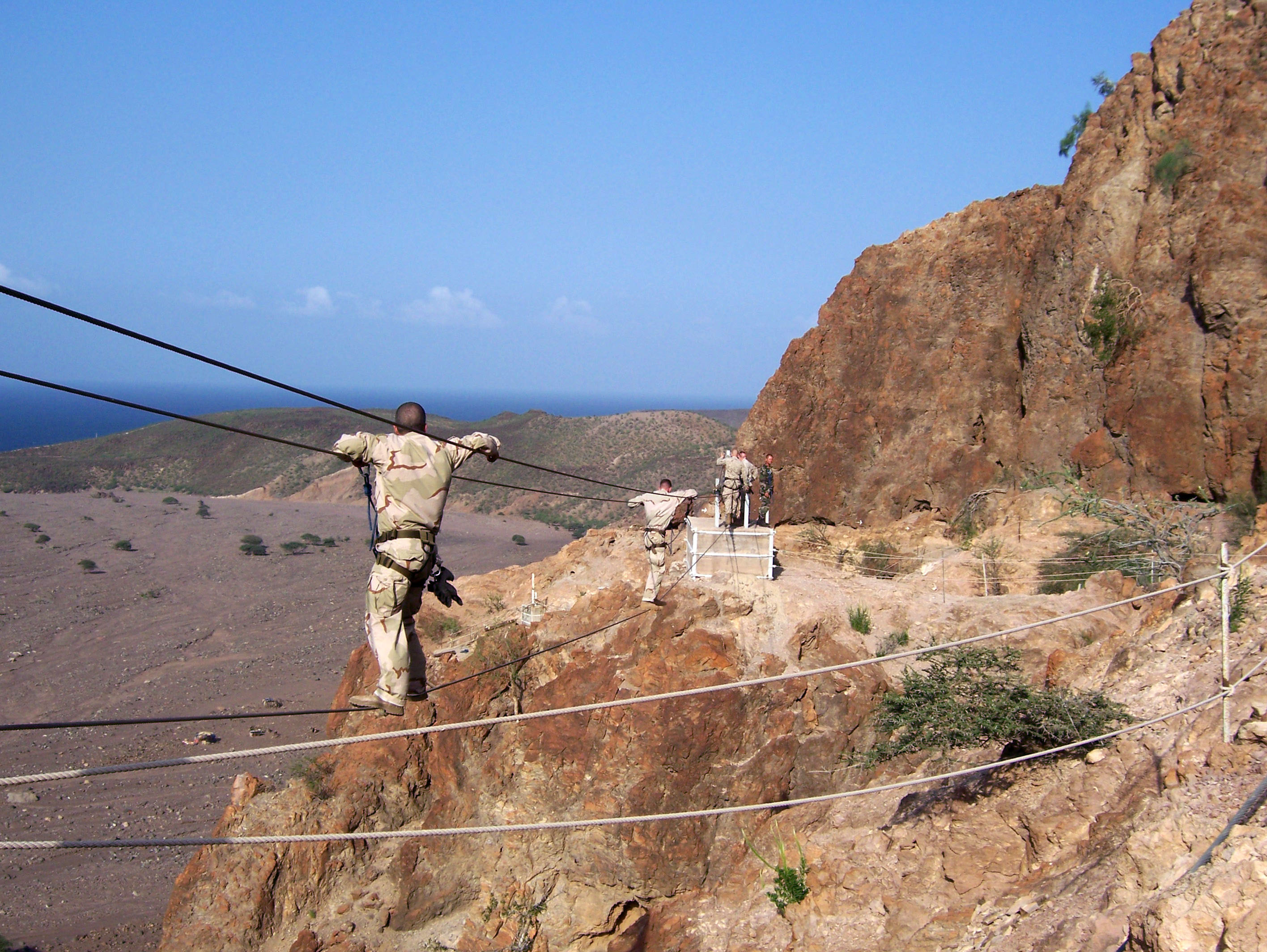
Deux militaires de l'US Army en franchissement d’un « pont de singe », janvier 2007.
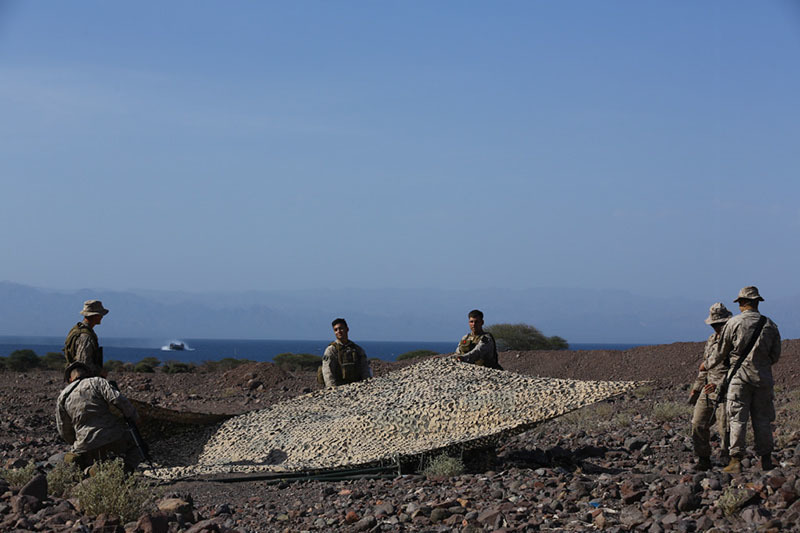
Des marines américains déploient un filet de camouflage, octobre 2014.
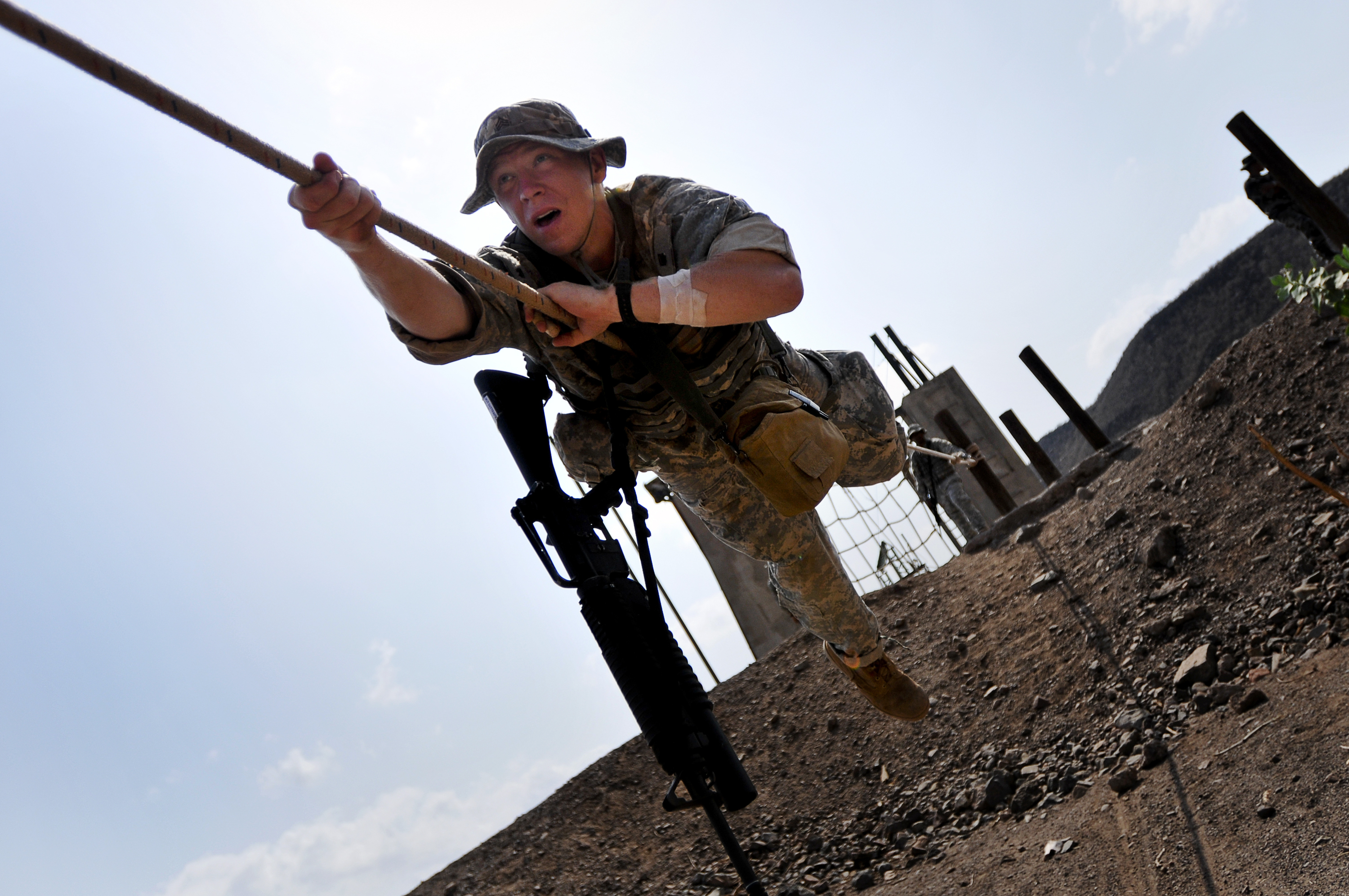
Un marin de l’US Navy sur une « tyrolienne », octobre 2008.
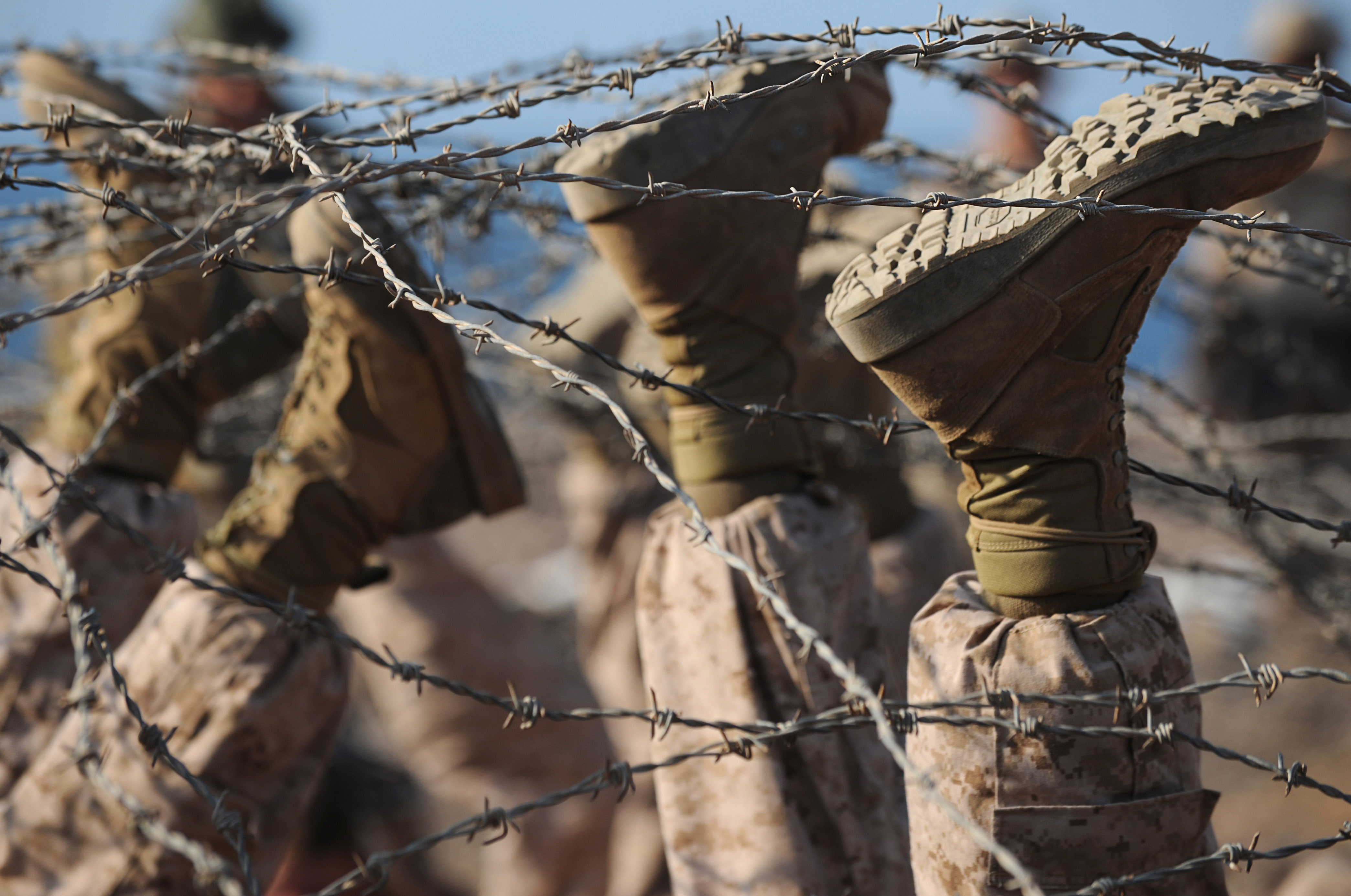
Des marines américains lèvent avec leurs pieds un réseau de fil de fer barbelé pour faciliter le passage de leurs camarades qui rampent en dessous, décembre 2009.